# إيرل غريفيث
إيرل غريفيث (بالإنجليزية: Earl Griffith)‏ هو سياسي أمريكي، ولد في 13 يوليو 1887 في سنتربيرغ في الولايات المتحدة، وتوفي في 30 مارس 1940 في كولومبوس في الولايات المتحدة. حزبياً، نشط في الحزب الجمهوري.